# Игер, Дэн
Дэ́н И́гер (англ. Dan Yeager; род. 1 января 1965, Кливленд, Огайо, США) — американский актёр, сценарист и продюсер, известный по роли маньяка Кожаное лицо в слэшере «Техасская резня бензопилой 3D» (2013) и стрелка в научно-фантастическом боевике от телеканала Syfy «Акулий торнадо 4: Пробуждение» (2016).

## Биография
Игер родился и вырос в маленьком фермерском городке к югу от Кливленда в штате Огайо в США.
В детстве Игер очень любил смотреть фильмы ужасов и научно-фантастические фильмы по телевизору. Из-за тяжёлого финансового положения в семье, Игер и его родители не могли позволить себе поход в кинотеатр, а потому очень часто проводили время за просмотром фильмов под открытым небом.
Окончательное решение стать актёром пришло к Игеру после того, как он прочитал экземпляр сценария «Парни в группе». В 16 лет Игер всерьёз начал работать над своей будущей профессией и начал усиленно читать книги и смотреть фильмы, чтобы понять эту сферу работы как можно лучше.

## Карьера
В 1980 году, в возрасте 15 лет, Игер и его семья переехали в Лас-Вегас. Там Игер присоединился к театральной студии Community Drama Workshop и был нанят в качестве статиста в одном фильме. Во время работы над фильмом Игер познакомился с известным актёром ужасов — Робертом Куорри, с которым они очень быстро подружились.
В 1985 году Игер переехал в Лос-Анджелес. Там он несколько лет управлял столярной мастерской, но из-за финансового кризиса Игер был вынужден уволить пятерых своих сотрудников. Вскоре Игер принял решение уволиться, чтобы оставить на работе остальных рабочих с семьями, и ушёл спустя несколько лет работы.
В 2013 году Игер исполнил свою самую известную на данный момент роль в кино — маньяка Кожаное лицо в слэшере «Техасская резня бензопилой 3D». Игер получил свою роль благодаря своей дружбе с продюсером фильма, Карлом Маццоконе.
В 2016 году появился в научно-фантастическом боевике от телеканала Syfy «Акулий торнадо 4: Пробуждение» во второстепенной роли стрелка.
В 2022 году Игер исполнил роль камео в псевдодокументальном фильме «Смэш раз и навсегда».

## Фильмография
| Год  |     | Русское название              | Оригинальное название      | Роль                       |
| ---- | --- | ----------------------------- | -------------------------- | -------------------------- |
| 2011 | ф   | Железные головки              | Metal Heads                | полицейский                |
| 2013 | ф   | Техасская резня бензопилой 3D | Texas Chainsaw 3D          | Бубба «Кожаное лицо» Сойер |
| 2013 | кор | Бананы                        | Bananas                    | бездомный                  |
| 2014 | кор | Утопленник                    | The Drowned Man            | утопленник                 |
| 2014 | кор | Барашковые гайки              | Wing-Nuts                  | Человек-гора               |
| 2016 | тф  | Акулий торнадо 4: Пробуждение | Sharknado: The 4th Awakens | стрелок                    |
| 2019 | ф   | Проект «Вейкфилд»             | A Wakefield Project        | Альберт Кросс              |
| 2022 | ф   | Смэш раз и навсегда           | The Once and Future Smash  | камео                      |